# Sinikejärv
Sinikejärv (est. Sinikejärv) – jezioro w Estonii, w prowincji Valgamaa, w gminie Otepää. Położone jest na zachód od wsi Truuta. Ma powierzchnię 0,4 ha, linię brzegową o długości 388 m. Należy do pojezierza Kooraste (est. Kooraste järved). Sąsiaduje z jeziorami Lambahanna, Nahajärv. Przepływa przez nie rzeka Pühäjõgi.